# The Spectator (quotidiano)
The Spectator fu un quotidiano inglese uscito dal marzo 1711 al dicembre 1712. Fu fondato dal politico, scrittore e drammaturgo Joseph Addison, che in precedenza aveva collaborato con Richard Steele alla pubblicazione tri-settimanale The Tatler.

## Storia

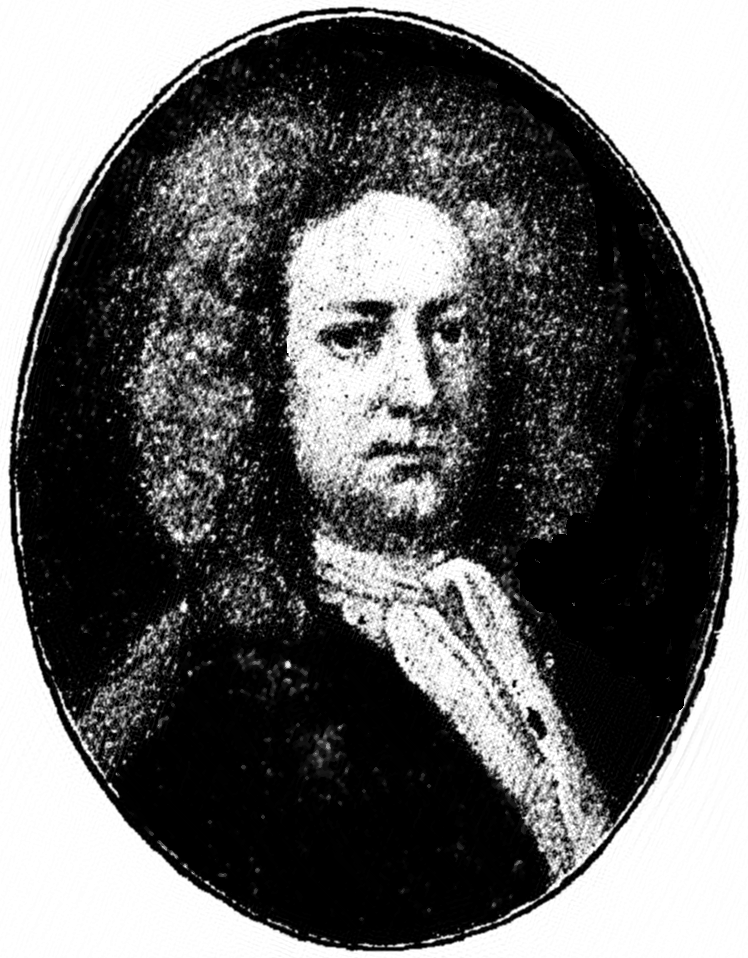
Joseph Addison, fondatore e direttore dello Spectator

Lo Spectator è il primo quotidiano considerato come uno dei primi esempi di giornalismo moderno; incentrando la linea editoriale più sull'analisi di questioni sociali che sulle dispute politiche, il giornale inglese riuscì a conquistare molti lettori, raggiungendo una tiratura di oltre 10 000 copie, un record per l'epoca. Secondo le stime di Addison il giornale veniva però letto da circa 60.000 persone, ossia circa un decimo della popolazione della Londra di inizio '700.
Ogni numero è ambientato in un club, pretesto utilizzato per porre a confronto le diverse categorie sociali che nei club normalmente si incontrano: avvocati, commercianti, militari, letterati, riservando al giornalista il ruolo imparziale di spettatore (spectator, per l'appunto).
L'ideale che anima le pagine del giornale è costituito dall'idea che il dialogo sociale sia garanzia di benessere e miglioramento della società stessa, e che in questo dialogo il giornalismo debba avere il ruolo di contribuire alla creazione dell'opinione pubblica, mostrando e, se necessario, criticando, i diversi punti di vista.
Il successo dello Spectator fu tale che superò i confini dell'Inghilterra: anche in seguito alla chiusura, nel 1712, le ristampe che raccoglievano in volume i numeri del giornale inglese circolarono in molte copie in Europa, generando anche tentativi di emulazione. Per quanto riguarda l'Italia si possono ricordare due esempi, ambedue con dichiarati riferimenti all'opera di Addison: la Frusta letteraria di Aristarco Scannabue, edito a Venezia tra il 1763 ed il 1765 ad opera di Giuseppe Baretti, e Il Caffè, testata milanese dei fratelli Pietro ed Alessandro Verri, e di Cesare Beccaria, pubblicata tra il 1764 ed il 1766.